# Biennale di Poesia di Alessandria
La Biennale di Poesia di Alessandria è la manifestazione artistica e di critica letteraria promossa, con il sostegno di enti pubblici e privati, dall'omonima associazione culturale.
Anno di fondazione è il 1981, per iniziativa di alcuni poeti con la supervisione dei letterati Giorgio Barberi Squarotti, Gian Luigi Beccaria e del poeta Giorgio Caproni.
Dal 1988 la Biennale di Poesia di Alessandria è presieduta e coordinata da Aldino Leoni ed Elvira Mancuso. La direzione culturale, dal 2013, è affidata a Mauro Ferrari.

## La storia
Nel marzo 1981 si tiene in Alessandria, presso il Teatro Comunale, la prima edizione della Biennale di Poesia. Il tema proposto ai poeti e ai critici convenuti è “Fare poesia oggi”.
L'iniziativa si innesta su quanto localmente - ma in parallelo con numerosi eventi del momento sul territorio nazionale – già sta promuovendo un'associazione denominata GruppOvale.
Obiettivo dichiarato, fin dall'inizio, è di riportare vicinanza fra la poesia come arte di parola e le altre arti, in particolare il canto, la musica, il teatro. Questo, come condizione per contribuire a ricostituire realmente un pubblico della poesia.
Nelle successive edizioni ci si rivolgerà anche agli artisti visivi: sarà “Corrispondenza d'Artista”, iniziativa di mail-art che produrrà biennalmente mostre tematiche internazionali.
Nelle edizioni del 1984 e del 1986 vengono affrontati i rapporti fra poesia e canzone, tavole rotonde e spettacoli in presenza dei maggiori poeti italiani e di cantautori collegati al Club Tenco di Sanremo.
Fino al 1996 la Biennale di Poesia è nazionale; successivamente assumerà una dimensione internazionale e giungeranno in Alessandria poeti da ogni continente. Agli eventi biennali si aggiungeranno numerosissimi altri momenti: residenze d'artista, “Intermezzi” dedicati alla varia letteratura, iniziative rivolte al mondo della scuola sotto la denominazione di “Attraversando Versi”.
Dalla fine degli anni '80, un concorso dedicato ai giovani autori mette in palio inviti a partecipare agli appuntamenti biennali e la possibilità di pubblicazione di inediti.
Dalla sua fondazione numerosi sono stati gli autori invitati alla Biennale, come Piero Bigongiari, Edoardo Sanguineti, Luciano Erba, Mario Spinella, Franco Fortini, Gianni Toti, Edmonda Aldini, Lamberto Pignotti, Antonino Bove, Gino Paoli, Roberto Vecchioni, Derek Walcott, Aldo Cazzullo e Aldo Nove.

## L'articolazione
“Corrispondenza di Poeta” si rivolge, per invito, ai poeti per inediti da pubblicare in volume: una “mail-poetry” che raccoglie voci di varia provenienza su temi individuati come attuali e di interesse per la letteratura, la cultura, la società.
“Corrispondenza d'Artista” si rivolge agli artisti del segno visivo invitandoli a esprimersi, in libertà di tecnica ma su formato obbligato, sullo stesso tema proposto ai poeti. Le opere pervenute vengono esposte in mostra collettiva nel periodo dell'evento poetico biennale.
Il “Concorso per Giovani Autori”, indetto ogni due anni e a tema libero, vuole individuare nuove voci poetiche da far partecipare al convegno alessandrino e cui offrire la possibilità di pubblicazione in un contesto altamente qualificato.
“Attraversando Versi” è un programma di animazione di esperienze, con la poesia e le arti, rivolto al mondo della scuola. Momenti di comunicazione pubblica completano e concludono i cicli di attività.
“Ambasciatori di Poesia” è l'iniziativa di divulgazione - affidata dalla Biennale di Poesia al Gruppo dell’Incanto - finalizzata a proporre spettacoli incentrati sulla poesia a un pubblico non strettamente specialistico.
L'evento “Biennale di Poesia” propriamente detto si tiene in Alessandria, ogni due anni, nel periodo autunnale.